# Newtonia (zoologia)
Newtonia Schlegel & Pollen, 1868 è un genere di uccelli della famiglia Vangidae, endemico del Madagascar.

## Tassonomia
In passato, il genere veniva attribuito alla famiglia Sylviidae o ai Muscicapidae, ma recenti studi filogenetici ne hanno riconosciuto l'appartenenza alla famiglia Vangidae.
Comprende le seguenti specie:
- Newtonia amphichroa Reichenow, 1891 - newtonia di Tulear
- Newtonia brunneicauda (A.Newton, 1863) - newtonia comune
- Newtonia archboldi Delacour & Berlioz, 1931 - newtonia di Tabity
- Newtonia fanovanae Gyldenstolpe, 1933 - newtonia di Fanovana